# 멍커바터얼
멍커바터얼(중국어 간체자: 孟克巴特尔, 정체자: 孟克巴特爾, 병음: Mèngkè Bātèěr, 한자음: 맹극파특이, 중국어 발음: [mə̂ŋkʰɤ̂ pátʰɤ̂àɚ], 1975년 11월 20일~)은 중화인민공화국의 은퇴한 농구 선수로 전미 농구 협회(NBA)의 샌안토니오 스퍼스에서 뛰었다. 내몽골 출신으로 베이징 덕스를 통해 중국 프로 농구 리그인 중국 농구 협회(CBA) 리그에서 활동하기 시작했으며, 2002년에 샌안토니오 스퍼스에 입단하면서 NBA에 진출하였다.
중국 대표팀의 일원으로도 활약하여 올림픽에 3번(1996, 2000, 2004) 참가하였다. 또한 아시안 게임에서 금메달 1개, 은메달 1개, 아시아 선수권 대회에서 우승 4회, 유니버시아드 은메달 1개(2001) 등의 성과를 냈다.